# Acanthocercus cyanogaster
Acanthocercus cyanogaster es una especie de lagarto del género Acanthocercus, familia Agamidae, orden Squamata. Su masa corporal es de aproximadamente 106,47 g.

## Distribución
Se distribuye por África: Etiopía, Eritrea, Somalia, Mozambique y República de Sudán del Sur.

## Taxonomía
Fue descrita por Rüppell en 1835.
Tratamiento taxonómico
La especie aparece registrada y publicada en Neue Wirbelthiere zu der Fauna von Abyssinien gehörig, entdeckt und beschrieben. Amphibien. S. Schmerber, Frankfurt a. M.